# World Rugby Breakthrough Player of the Year
World Rugby Breakthrough Player of the Year – nagroda przyznawana od 2015 roku przez World Rugby, organizację zarządzającą rugby union, najlepszemu według panelu ekspertów zawodnikowi tej dyscypliny sportu, dla którego był to debiutancki sezon w reprezentacyjnych rozgrywkach. Ocena obejmuje okres od kończących poprzedni rok meczów międzynarodowych do zakończenia rozgrywek The Rugby Championship, a w latach, w których odbywa się Puchar Świata, brane są również pod uwagę występy w tej imprezie.

## Laureaci
| Rok                             | Zwycięzca           | Zwycięzca | Pozostali nominowani                               | Panel ekspertów |
| ------------------------------- | ------------------- | --------- | -------------------------------------------------- | --- |
| 2015 1 listopada 2015 Londyn    | Nehe Milner-Skudder |           | Wasil Lobżanidze Mark Bennett                      | George Gregan Felipe Contepomi Stephen Jones Sarah Mockford Jim Kayes                                                        |
| 2016 13 listopada 2016 Londyn   | Maro Itoje          |           | Anton Lienert-Brown Ardie Savea                    | George Gregan Felipe Contepomi Stephen Jones Sarah Mockford Jim Kayes                                                        |
| 2017 26 listopada 2017 Monako   | Rieko Ioane         |           | Emiliano Boffelli Damian Penaud                    | Felipe Contepomi Stephen Jones Sarah Mockford Jim Kayes Melodie Robinson                                                     |
| 2018 25 listopada 2018 Monako   | Aphiwe Dyantyi      |           | Jordan Larmour Karl Tu'inukuafe                    | Felipe Contepomi Jamie Heaslip Stephen Jones Jim Kayes Phaidra Knight Sarah Mockford                                         |
| 2019 3 listopada 2019 Tokio     | Romain Ntamack      |           | Joe Cokanasiga Herschel Jantjies                   | Felipe Contepomi Fiao'o Fa'amausili Bryan Habana Jamie Heaslip                                                               |
| 2021 7 grudnia 2021             | Will Jordan         |           | Marcus Smith Andrew Kellaway Louis Rees-Zammit     | Felipe Contepomi Fiao'o Fa'amausili Bryan Habana Jamie Heaslip                                                               |
| 2022 20 listopada 2022 Monako   | Ange Capuozzo       |           | Henry Arundell Mack Hansen Dan Sheehan             | Jacques Burger Fiona Coghlan Thierry Dusautoir Richie McCaw Drew Mitchell Ugo Monye Melodie Robinson Blaine Scully John Smit |
| 2023 29 października 2023 Paryż | Mark Telea          |           | Louis Bielle-Biarrey Manie Libbok Tamaiti Williams | Jacques Burger Fiona Coghlan Thierry Dusautoir Richie McCaw Drew Mitchell Ugo Monye Melodie Robinson Blaine Scully John Smit |